# Mae Muller
Holly Mae Muller (Londen, 26 augustus 1997) is een Britse zangeres.

## Biografie
Muller startte op achtjarige leeftijd met het schrijven van haar eigen nummers. In haar tienerjaren gaf ze haar baan bij American Apparel op om in een bar te gaan werken, hetgeen haar tijd gaf om zich meer aan muziek te gaan wijden. In 2018 bracht ze een eerste ep uit, gevolgd door een eerste album een jaar later.
In maart 2023 maakte de BBC bekend dat Muller het Verenigd Koninkrijk mocht vertegenwoordigen op het Eurovisiesongfestival 2023, dat gehouden werd in Liverpool.
Met 9 punten van het publiek en 15 punten van de vakjury behaalde Muller in de finale op 13 mei 2023 de 25ste plaats.

## Trivia
- Als kind was Muller te zien in de videoclip van Grace Kelly van Mika. Deze videoclip was op YouTube begin 2023 ruim 60 miljoen keer bekeken. Ze mocht meedoen in de videoclip omdat ze de dochter was van Sophie Muller, die de videoclip regisseerde.[2]